# 船桥区域
船橋區域（朝鲜语：／ Sŏn-gyo guyŏk */?）是朝鮮民主主義人民共和國首都平壤市的一個區域，西隔大同江與市中心相望。
2008年人口321,690人。下分21洞。